# Bellastraea
Bellastraea is een geslacht van weekdieren uit de klasse van de Gastropoda (slakken).

## Soorten
- Bellastraea aurea (Jonas, 1844)
- Bellastraea rutidoloma (Tate, 1893)
- Bellastraea squamifera (Koch, 1844)